# Disques Pierre Verany
La Disques Pierre Verany è una casa discografica francese specializzata nella produzione di dischi di musica classica.

## Storia
Il nome della casa discografica deriva da quello del suo fondatore, Pierre Verany, produttore discografico e ingegnere del suono.
Nel corso della sua attività l'etichetta si è concentrata soprattutto sulla musica barocca francese ed italiana.
Nel 1997 l'etichetta venne ceduta alla casa discografica Arion.
Tra gli artisti prodotti troviamo il direttore d'orchestra Paul Kuentz, il flautista Christian Mendoze, i clavicembalisti Laurent Stewart e Jean-Patrice Brosse, il soprano Isabelle Poulenard, il baritono-basso Philippe Cantor, il violinista Gilbert Bezzina, l'ensemble Akadêmia diretta da Françoise Lasserre e l'ensemble Musica Ficta.